# Velikonoční pozdrav

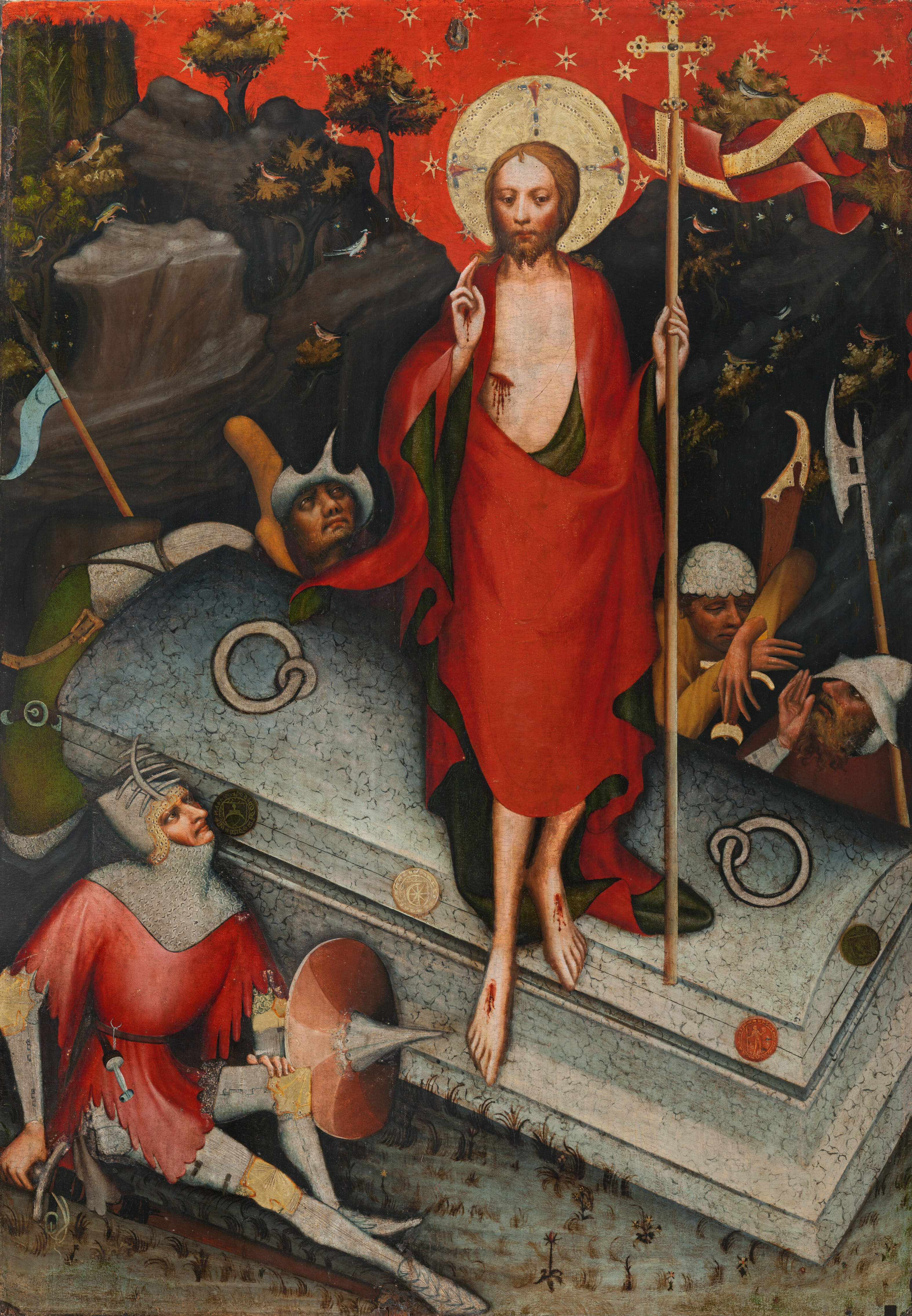
Mistr Třeboňského oltáře: Zmrtvýchvstání Krista

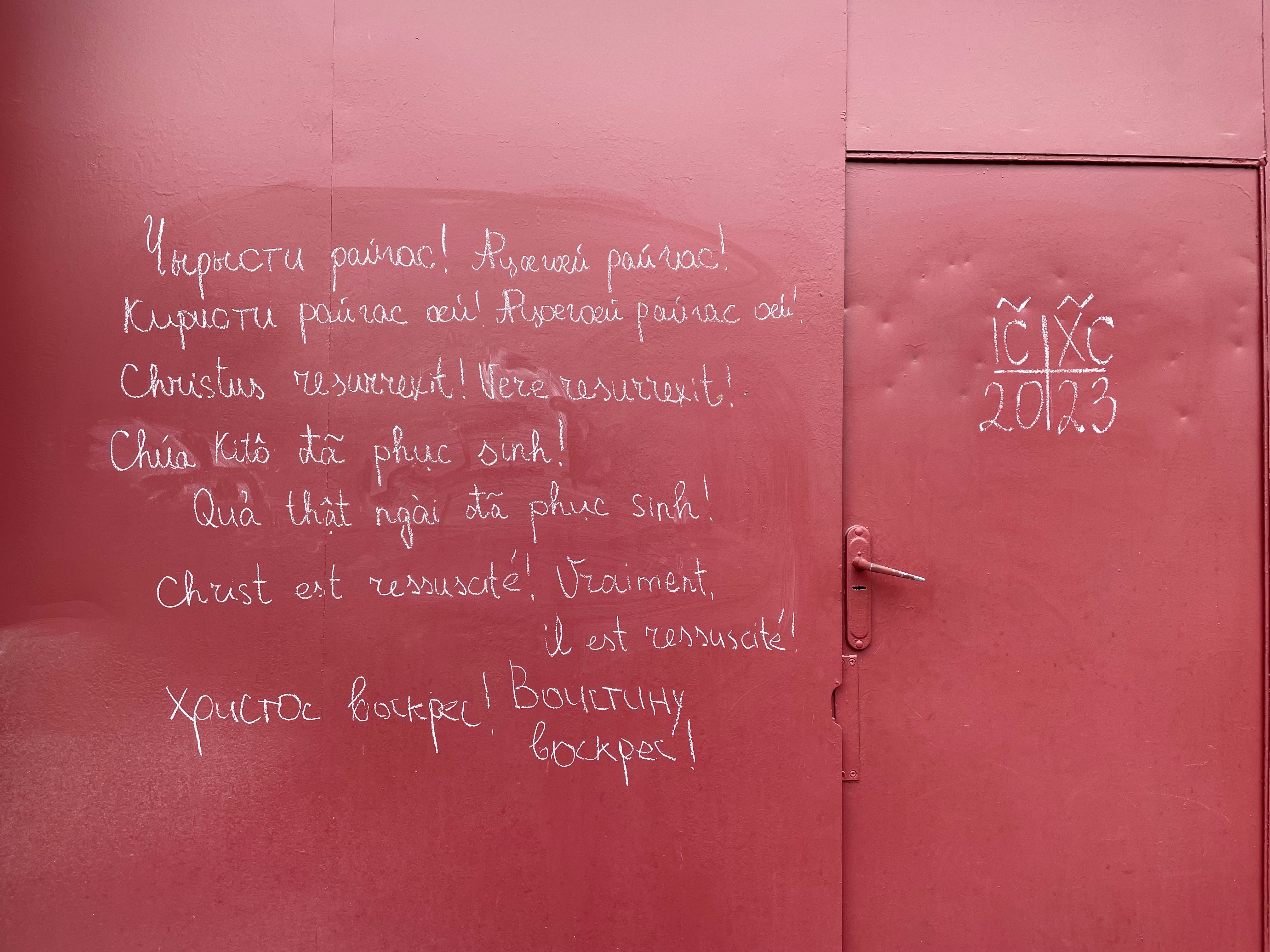
Nápis „Kristus vstal z mrtvých“ v různých jazycích (shora dolů): v osetštině (ironština a digorština), latině, vietnamštině, francouzštině a ruštině ve Vladikavkazu

Velikonoční pozdrav je křesťanský velikonoční zvyk pocházející z východních církví – tedy pravoslavné církve, starobylých východních církví a východních katolických církví. Odtud se tento zvyk rozšířil i k některým římským katolíkům a protestantům. 

## Charakteristika
Zvyk spočívá v tom, že se křesťané o slavnosti Zmrtvýchvstání Páně zdraví místo běžného pozdravu: „Kristus vstal z mrtvých!“ Odpovědí pak je: „Opravdu vstal z mrtvých!“, popř. „Vpravdě vstal z mrtvých!“ či „Vskutku vstal z mrtvých!“ (Srovnej Mt 28, 6–7 (Kral, ČEP), Mk 16, 6 (Kral, ČEP), Lk 24, 6 (Kral, ČEP), Lk 24, 34 (Kral, ČEP).) Pozdravem se tak běžně nahrazuje normální pozdrav.
V některých kulturách – zejména pravoslavných (např. v Rusku či Srbsku) – je zvykem pozdrav spojovat s trojitým polibkem na tvář.

## Znění velikonočního pozdravu

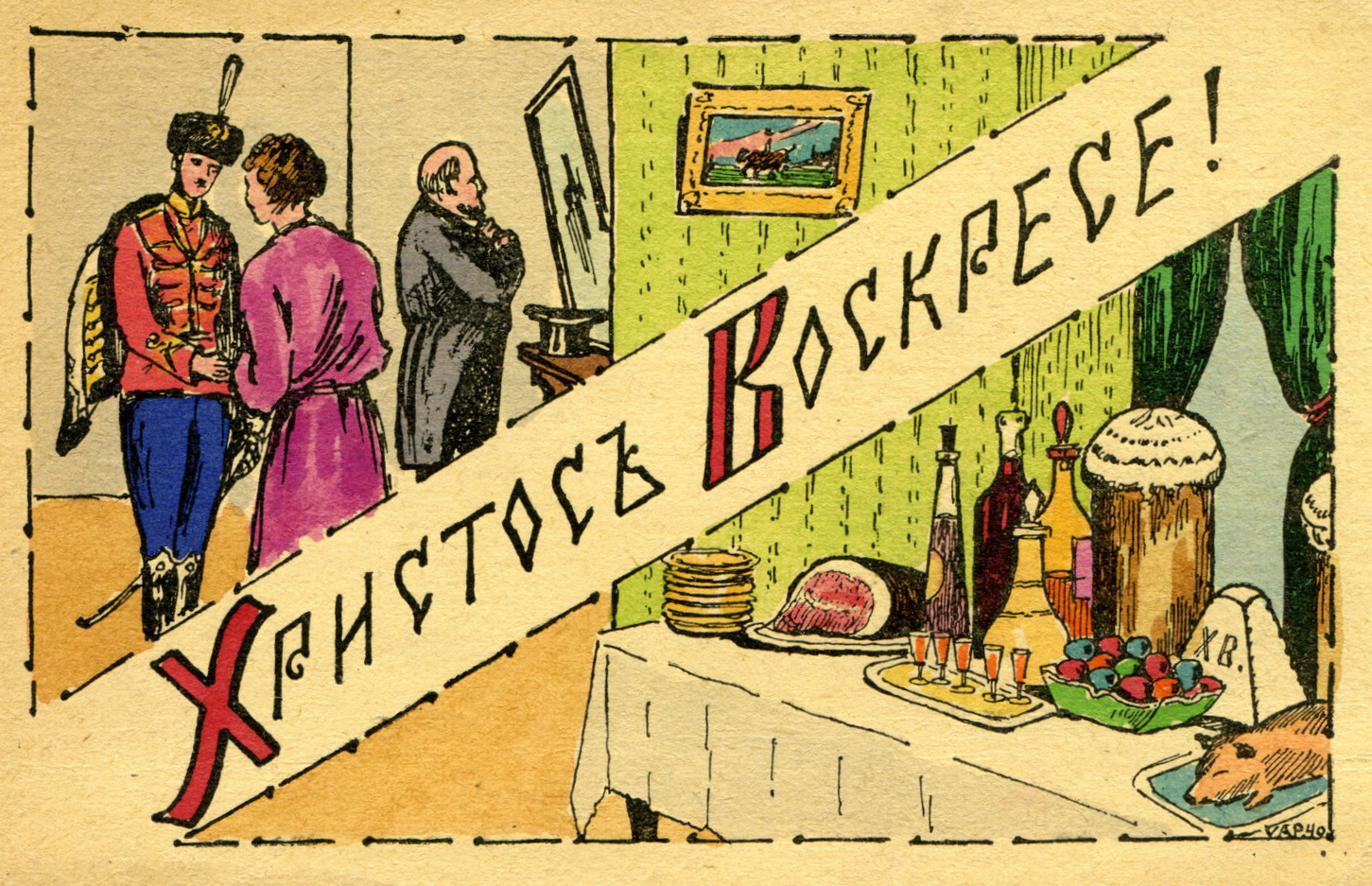
Ruská pohlednice s motivem velikonočního pozdravu („Христóсъ воскрéсе!“ – „Christos voskrese!“)

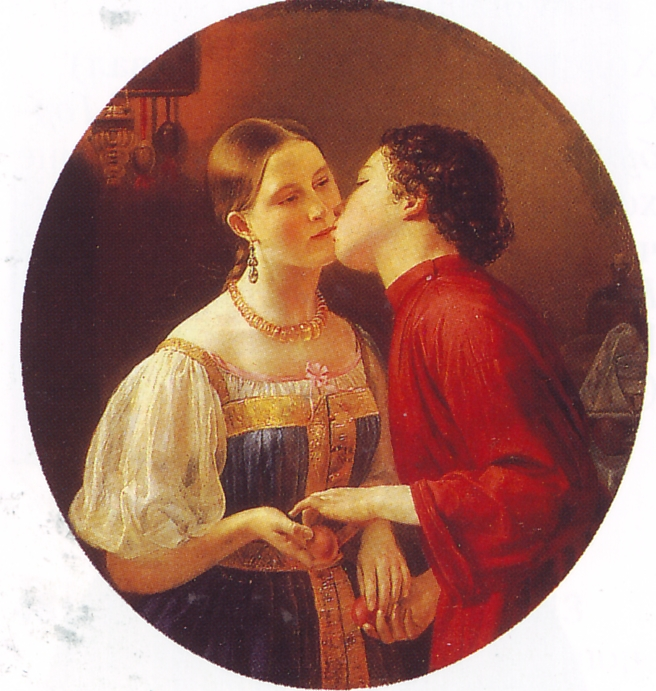
Obraz Christosovanie od ruského malíře Faddeje Antonoviče Goreckého, zobrazující velikonoční pozdrav

Zde je vypsáno znění v několika evropských i mimoevropských jazycích:
- česky „Kristus vstal z mrtvých! Opravdu vstal z mrtvých!“
- latinsky „Christus resurrexit! Resurrexit vere!“
- řecky „Χριστὸς ἀνέστη! Ἀληθῶς ἀνέστη!“ („Khristós Anésti! Alithós Anésti!“)
- staroslověnsky „Христóсъ воскрéсе! Воистину воскресе!“ („Christos voskrese! Voistinu voskrese!“)
- anglicky „Christ is risen! Truly, He is risen!“ nebo „Indeed, He is risen!“ nebo „Christ has risen! Indeed He has!“ V anglikánské církvi se používá pozdrav: „Alleluia! Christ is Risen! He is risen indeed! Alleluia!“[6]
- dánsky „Kristus er opstanden! Sandelig Han er Opstanden!“
- německy „Christus ist auferstanden! Er ist wahrhaftig auferstanden!“
- nizozemsky „Christus is opgestaan! Hij is waarlijk opgestaan!“ nebo „Christus is verrezen! Hij is waarlijk verrezen!“
- norsky „Kristus er oppstanden! Han er sannelig oppstanden!“
- švédsky „Kristus är uppstånden! Han är sannerligen uppstånden!“
- katalánsky „Crist ha ressuscitat! Veritablement ha ressuscitat!“
- francouzsky „Christ est ressuscité! Il est vraiment ressuscité!“
- italsky „Cristo è risorto! È veramente risorto!“
- portugalsky „Cristo ressuscitou! Em verdade ressuscitou!“
- rumunsky „Hristos a înviat! Cu adevărat a înviat!“
- španělsky „¡Cristo ha resucitado! ¡En verdad ha resucitado!“
- bělorusky „Хрыстос уваскрос! Сапраўды ўваскрос!“ („Chrystos uvaskros! Sapraŭdy ŭvaskros!“)
- bulharsky „Христос възкресе! Наистина възкресе!“ („Hristos vyzkrese! Naistina vyzkrese!“)
- chorvatsky „Krist uskrsnu! Uistinu uskrsnu!“
- polsky „Chrystus zmartwychwstał! Prawdziwie zmartwychwstał!“
- rusky „Христос воскрес! Воистину воскрес!“ („Christos voskres! Voistinu voskres!“)
- srbsky „Христос васкрсе! Ваистину васкрсе!“ („Hristos vaskrse! Vaistinu vaskrse!“)
- slovensky „Kristus z mŕtvych vstal! Skutočne z mŕtvych vstal!“
- ukrajinsky „Христос воскрес! Воістину воскрес!“ („Chrystos voskres! Vojistynu voskres!“)
- lotyšsky „Kristus (ir) augšāmcēlies! Patiesi viņš ir augšāmcēlies!“
- litevsky „Kristus prisikėlė! Tikrai prisikėlė!“
- irsky „Tá Críost éirithe! Go deimhin, tá sé éirithe!“
- velšsky „Atgyfododd Crist! Yn wir atgyfododd!“
- albánsky „Krishti u ngjall! Vërtet u ngjall!“
- arménsky „Քրիստոս յարեաւ ի մեռելոց՜ Օրհնեալ է Յարութիւնն Քրիստոսի“՜ („Christos haryav i merelotz! Orhnial e Haroutiunn Christosi!“)
- persky „مسیح برخاسته است! به راستی برخاسته است!“‎ („Masih barkhaste ast! Be rasti barkhaste ast!“)
- estonsky „Kristus on üles tõusnud! Tõesti, Ta on üles tõusnud!“
- finsky „Kristus nousi kuolleista! Totisesti nousi!“
- maďarsky „Krisztus feltámadt! Valóban feltámadt!“
- baskicky „Cristo Berbistua! Benatan Berbistua!“
- japonsky „ハリストス復活！実に復活!“ („Harisutosu fukkacu! Džicu ni fukkacu!“)
- korejsky „그리스도께서 부활하셨네! 참으로 부활하셨네!“ („Geuriseudokkeseo Buhwalhasheotne! Chameuro Buhwalhasheotne!“)
- svahilsky „Kristo Amefufukka! Kweli Amefufukka!“
- gruzínsky „ქრისტე აღსდგა! ჭეშმარიტად აღსდგა!“ („Kriste agsdga! Cheshmaritad agsdga!“)
- megrelsky „ქირსექ გენთანდჷ! ღორონთუმე!“ (Qirseq getand'! Ghorontume!)
- hebrejsky „המשיח קם! באמת קם!“‎ („Hameshiach qam! Be'emet qam!“)
- koptsky „ⲠⲓⲬⲣⲓⲥⲧⲟⲥ ⲁϥⲧⲱⲛϥ! Ϧⲉⲛ ⲟⲩⲙⲉⲑⲙⲏⲓ ⲁϥⲧⲱⲛϥ!“ („Pikhristos Aftonf! Khen oumethmi aftonf!“)

### Umělé jazyky
- v esperantu „Kristo leviĝis! Vere Li leviĝis!“
- v idu „Kristo riviveskabas! Ya Il rivivesakabas!“
- interlingua „Christo ha resurgite! Vermente ille ha resurgite!“ nebo „Christo ha resurrecte! Vermente ille ha resurrecte!“
- quenijsky „“ („Hristo Ortane! Anwave Ortanes!“)